# Colección Arqueológica de Sangrí
La Colección Arqueológica de Sangrí es una colección o museo de Grecia ubicado en la isla de Naxos, situada en el archipiélago de las Cícladas. 
Esta colección contiene numerosos hallazgos procedentes del templo arcaico de Deméter, entre los que se encuentran elementos arquitectónicos como columnas y decoración escultórica, y también fragmentos de kuros e inscripciones. Algunas piezas proceden de la época de los primitivos cristianos, en la que el templo fue reemplazado por una basílica.
|                                                       |
| Piezas arquitectónicas del templo arcaico de Deméter. |

|                                             |
| Fragmentos de un kuros de la época arcaica. |

|                                            |
| Pieza procedente de la basílica bizantina. |